# Histoire des sensibilités
L’histoire des sensibilités est une sous-branche de l’histoire culturelle, issue de l’histoire des mentalités. Son objet est centré sur la question des variations historiques, culturelles et sociales de l’affectivité en s’intéressant aussi bien à l’histoire des sens, des émotions qu’à celle des sentiments. L’histoire des sensibilités demeure un pan marginal de l’historiographie. En France, plus qu’en Allemagne ou en Angleterre, elle peine encore à s’institutionnaliser.

## Précurseurs
Si, ces dernières décennies, la science historique connaît un regain d’intérêt pour les « émotions », c’est en réalité une question ancienne des sciences sociales. On place souvent la naissance de l’histoire des sensibilités au tournant des années 1930-1940 avec Lucien Febvre en France ou Norbert Elias en Allemagne. Mais on trouve déjà des traces de ces questionnements chez tous ceux qui se sont penchés sur une forme de sociologie psychologique ou de psychologie sociale historique.
Au cours de la première moitié du XXe siècle, se développent divers projets autour de la « psychologie des profondeurs » ou de la « psychologie historique » à la suite de la rupture philosophique fondamentale incarnée par les « maîtres du soupçon » : Nietzsche, Marx et Freud. Pour ceux-là, la conscience des hommes se présente toujours sous l’angle d’une conscience mystifiée. Le sens immédiat n’est jamais qu’un voile derrière lequel agissent pour Nietzsche, des « instincts », pour Freud, des « pulsions », et pour Marx, des « intérêts ». Nietzsche est sans doute le premier à avoir formulé de façon claire ce qui deviendra l’histoire des sensibilités à travers sa « psychologie des profondeurs ». Il croyait en un changement radical de toute chose au fil du temps, en particulier des sentiments et émotions. À la suite de la réflexion de Nietzsche, Freud a développé dans Malaise dans la civilisation (1929) l’idée selon laquelle la société impose des règles aux hommes pour qu’ils régulent leurs émotions. Cette notion du « développement culturel » sera reprise dans les travaux de Norbert Elias. Celui-ci a étudié le refoulement pulsionnel à l’échelle collective plutôt qu’individuelle. On doit donc à Freud d’avoir restitué le poids de l’affectivité et de l’inconscient dans la détermination des conduites humaines. Mais c’est à Elias, et à sa psychologie sociale et historique, qu’il revient d’avoir intégré à la fois l’existence de l’inconscient et celle de l’histoire. Dans Sur le processus de civilisation (1939), il montre comment les émotions régulent les rapports humains et l’apprentissage social.
Lucien Febvre, historien français, a pu se nourrir des idées allemandes sur la « psychologie des profondeurs » notamment grâce aux psychologues Charles Blondel et Henri Wallon. Les inspirations nietzschéennes qui l’aident à fonder sa « psychologie historique » sont particulièrement palpables dans Histoire et psychologie (1938) et Comment reconstituer la vie affective d’autrefois ? (1941). En 1941, Febvre lance un appel à ses collègues historiens pour que ceux-ci fassent entrer dans le domaine trop soigné de l’histoire les choses de la sensibilité. Bien sûr, certains historiens avaient déjà inclus ces questions dans leurs recherches. C’est le cas de Georges Lefebvre avec La Grande Peur de 1789 (1929) et de Johan Huizinga avec Le Déclin du Moyen Âge (1932).
D’autres répondront à l’invitation de Febvre. Son élève Robert Mandrou, d’abord, avec notamment son Introduction à la France moderne (1961), puis Georges Duby. Tous deux se consacrent à tout ce qui tient de l’affect dans le quotidien des sociétés d’autrefois et font naître une nouvelle orientation de l’histoire, l’histoire des mentalités. C’est d’ailleurs le titre d’une collection lancée sous la direction de Mandrou en 1962 aux Éditions Plon. Deux autres historiens joueront un rôle décisif dans la consécration de l’histoire des mentalités : Philippe Ariès dans La Nouvelle Histoire (1978) et Jacques Le Goff dans Faire de l’histoire (1974). Celui-ci critique alors déjà cette discipline comme étant « un concept ambigu » et « une histoire floue ».
Mais c’est surtout dans les années 90 qu’éclot la recherche consacrée à l’histoire des sensibilités notamment à travers la figure d’Alain Corbin.

## Historiens du sensible

### Alain Corbin
Professeur émérite à l’université Paris 1 Panthéon-Sorbonne et spécialiste du XIXe siècle, Alain Corbin est considéré comme un pionnier de l’histoire des sensibilités, du corps et des représentations. Il contribue grandement au développement de l’histoire du sensible à travers une approche novatrice. Avec ses nouvelles recherches centrées sur les sens notamment l’odorat, il privilégie les expressions d’anthropologie historique ou d’histoire culturelle au détriment de celle d’histoire des mentalités. Il se place dans la continuité de Lucien Febvre, mais s’attarde surtout sur les valeurs sensorielles et les représentations. Il souhaite que les historiens se concentrent davantage sur les images et les gestes. De cette façon, il veut que l’histoire des sensibilités et l’anthropologie historique des images et des gestuelles soient plus fréquemment liées. Les ouvrages d’Alain Corbin sont, encore aujourd’hui, considérés comme prépondérants dans le champ historiographique des sensibilités.

### Hervé Mazurel
Hervé Mazurel est maître de conférences HDR à l’université de Bourgogne. Il est, avec Alain Corbin, son maître de thèse, l’un des grands historiens français spécialistes de l’histoire des sensibilités, du corps et des imaginaires. Il publie avec ce dernier une Histoire des sensibilités (2022). Kaspar l’obscur ou l’enfant de la nuit. Essai d’histoire abyssale et d’anthropologie sensible (2020) et L’inconscient ou l’oubli de l’histoire. Profondeurs, métamorphoses et révolutions de la vie affective (2021) complètent les ouvrages-clés dans la bibliographie de Mazurel. Ses travaux traversent l’histoire, l’anthropologie sensorielle ainsi que la psychanalyse en expliquant comment le « moi », l’individuel, est profondément socialisé.

## Objet d'étude
Il est difficile de définir clairement et simplement la notion de « sensibilité ». Dans La sensibilité et l’histoire (1941), l’historien français Lucien Febvre qualifie ce terme comme étant « un vieux mot » datant du début du XIVe siècle. Le sensible prend en compte les sens — odorat, toucher, ouïe, goût, vue —, les émotions et les affects qui ont traversé l’histoire et les sociétés dans plusieurs espaces spatio-temporels. Il ne s’agit pas de matière palpable, mais plutôt de sensations.
Il existe un lien étroit entre l’histoire des sensibilités et l’histoire des mentalités du fait de la proximité de leurs objets d’étude. Dans les années 1970-1980, des historiens français comme Jacques Le Goff et Georges Duby, s’intéressant à l’histoire des mentalités, permettent un avancement important dans « les faits de sensibilité ». L’histoire des mentalités précède donc l’histoire des sensibilités dans l’historiographie. Mais cette dernière semble depuis quelques années éclipser l’histoire des mentalités dans le champ de la recherche universitaire.
L’histoire des sensibilités mêle à la fois l’individualité affective, les représentations collectives du monde et les relations sociales. Au premier abord, il semble compliqué de créer des liens entre, d’une part, la rigueur et l’objectivité historique et, d’autre part, la subjectivité des sens et des émotions.
Le flou qui entoure l’objet d’étude entraîne inévitablement des difficultés épistémologiques et méthodologiques. En effet, l’histoire des sensibilités est un champ d’étude récent de l’historiographie.
La première difficulté vient du potentiel risque d’« anachronisme psychologique », expression employée par les historiens spécialisés dans ce domaine. Il serait trop facile d’étudier les sensibilités et les émotions d’autrefois à travers le prisme des jugements d’aujourd’hui. L’historien de l’histoire des sensibilités doit, dans le cadre d’une analyse rigoureuse, s’éloigner de ses propres affects, de ses propres émotions et sensibilités, sans quoi, l’étude se trouve biaisée par la projection subjective du chercheur. Les « manifestations émotionnelles » d’hier s’expriment différemment de celles de nos sociétés contemporaines. Certaines sensibilités disparaissent au fur et à mesure des siècles alors que d’autres naissent.
La seconde difficulté provient de la chronologie utilisée par les historiens pour leur recherche. Ceux-ci travaillent sur une chronologie qualifiée « d’indécise » par Hervé Mazurel, sur « un temps long » constitué de « basculements lents ».
La dernière difficulté concerne la/les limite(s) de la recherche en histoire des sensibilités. Pour connaitre ces limites, il faut s’intéresser aux desseins/objectifs de ce champ de recherche. Celui-ci commence où « l’histoire officielle » s’arrête, c’est-à-dire « au ressentir, aux passions, aux désirs » des hommes et des femmes d’autrefois.
Selon Hervé Mazurel, « tout peut faire sources ». Les sources pour l’étude de l’histoire des sensibilités sont à la fois des sources administratives (actes de baptêmes, de mariage, de décès), des sources religieuses, mais aussi toutes les « écritures » dites « de soi » telles les journaux intimes, les mémoires, les correspondances, etc. Cependant, ces dernières racontent les sensibilités et les émotions d’une seule catégorie sociale : l’élite. L’histoire des sensibilités du monde populaire se trouve du côté de la police et des archives judiciaires que Lucien Febvre nomme « documents moraux ». Les sources peuvent aussi prendre la forme d’objets tels que des vêtements, des photographies, des vidéos, des affiches…
En plus de traverser « tous les domaines […] de l’histoire », l’histoire des sensibilités emploie des outils analytiques empruntés à différentes sciences humaines. Lucien Febvre est, en 1941, le premier à qualifier l’histoire des sensibilités de transdisciplinaire. La psychologie, la psychanalyse, la sociologie, l’anthropologie, la linguistique, les sciences politiques et l’histoire de l’art permettent d’agrandir le champ de recherche et d’analyse. Ces disciplines et leurs différents outils apportent une objectivité scientifique au côté « plus subjectif » de l’objet étudié, à savoir les sensibilités. À l’inverse, l’étude du sensible permet de mieux considérer les différentes questions traitées par ces disciplines.

## Ouvrages de référence

### La sensibilité et l'histoire: Comment reconstituer la vie affective d'autrefois?de Lucien Febvre
Publié en 1941, La sensibilité et l'histoire : Comment reconstituer la vie affective d'autrefois ? de Lucien Febvre est considéré comme un des moments fondateurs de l’histoire des sensibilités. Febvre commence d’ailleurs son étude par : « La Sensibilité et l’Histoire : un sujet neuf ». Sa volonté est d’inciter à écrire une histoire de l’amour, de la joie et de la cruauté. Tout en reprenant les notions de « mentalité » et de « vie mentale » des psychologues, il souhaite mettre en évidence le concept de « sensibilité », et plus particulièrement celui des émotions, en s’appuyant sur sa réflexion méthodologique. Cette étude est considérée comme un appel inaugural à de nouvelles recherches .

### Le Miasme et la Jonquilled'Alain Corbin
Écrit en 1982 par Alain Corbin, Le Miasme et la Jonquille est une histoire de l’odorat. Cet ouvrage se présente comme un élément fondateur pour l’entreprise d’une grande histoire de la perception et des sens. Dans cette étude, Corbin s’attarde sur la révolution qui s’est produite dans les années 1750-1880 par rapport aux attitudes à l’égard des odeurs. Corbin ne touche pas uniquement à l’histoire de l’odorat, mais propose une approche pluridisciplinaire puisqu’il aborde également l’histoire de l’architecture, des sciences, de la littérature et des mentalités. Pour cette étude, Corbin est parti des Mémoires de Jean-Noël Hallé qui portent sur les odeurs et la recherche des senteurs fortes qui émanent des berges de la Seine.
Cet ouvrage se place dans la continuité de Lucien Febvre et répond à sa demande d’écrire une histoire de la perception des odeurs. Cette étude est également considérée comme une référence majeure de l’émergence de l’histoire des sensibilités. La volonté de Corbin est de montrer que le rôle de l’odorat dans la société est aussi important que celui de la vue ou de l’ouïe, souvent présentées comme les sens majeurs.

### Histoire des sensibilitésd'Alain Corbin et Hervé Mazurel
Alain Corbin et Hervé Mazurel sont deux historiens reconnus dans le champ historiographique des sensibilités. Cet ouvrage est paru relativement récemment, en 2022, malgré des prémices anciennes. Cette publication tardive est sûrement due à la difficulté que rencontrent les historiens à raconter les émotions des sociétés passées.
Cet ouvrage est composé de deux parties. La première est consacrée à de brèves histoires sensibles, chacune centrée sur une période historique. La seconde comporte un entretien avec Alain Corbin et propose un débat entre les neurosciences affectives et l’histoire des émotions. L’introduction, écrite par Hervé Mazurel, pose les repères de l’histoire des sensibilités et donne les  principaux enjeux historiographiques de celle-ci.
Le but de cet ouvrage est de montrer, au travers d’exemples historiques, comment l’histoire du sensible peut contribuer à une meilleure compréhension des sociétés d’hier et d’aujourd’hui quant à leur façon de sentir et ressentir.

### RevueSensibilité. Histoire, critique et sciences sociales
Depuis 2016, il existe une revue centrée uniquement sur l’histoire des sensibilités. Elle permet d’en consolider l’analyse théorique et constitue un nouveau lancement pour la discipline des sensibilités. Elle a été créée par des spécialistes en la matière : Quentin Deluermoz, Christophe Granger, Hervé Mazurel et Clémentine Vidal-Naquet. Cette revue possède à la fois un comité de rédaction et un conseil scientifique regroupant 26 membres. Chaque numéro est constitué de quatre rubriques différentes : Recherche, Expérience, Dispute et Comment ça s’écrit. Chaque rubrique est, quant à elle, composée de quatre à cinq articles.
L’objectif de la revue est de mieux comprendre pourquoi, dans des sociétés déterminées, les sensibilités sont le principe autour duquel notre vie est régie et comment, de cette manière, elles participent à la construction d’un monde.
Le but de cette revue est de mieux appréhender les enjeux actuels de la sensibilité de la vie collective en prenant en considération les émotions qui sont à présent au cœur de la communauté comme le besoin « d’émouvoir pour convaincre ». La revue se donne également comme objectif d’interroger de manière critique l’héritage des sensibilités comme « la civilisation des mœurs » ou « le refoulement des pulsions ». Pour ce faire, elle souhaite créer un espace de recherche, mais également un lieu de confrontation des méthodologies et de relecture des ouvrages « classiques ».

### Littérature scientifique
- Alain Corbin, Le Miasme et la Jonquille. L’odorat et l’imaginaire social, XVIIIe – XIXe siècles, Paris, Aubier, 1982.
- Alain Corbin, Le Territoire du vide. L’Occident et le désir du rivage, 1750-1840, Paris, Aubier, 1988.
- Alain Corbin, Jean-Jacques Courtine, Georges Vigarello (dir.), Histoire du Corps, Seuil, 2005.
- Alphonse Dupront, Du sacré : croisades et pèlerinages. Images et langages, Paris, Gallimard, 1987.
- Anne Vincent-Buffault, Histoire des larmes, 18e-19e siècles, Marseille, Rivages, 1986.
- Antoine de Baecque, Les Éclats du rire. La culture des rieurs au 18e siècle, Paris, Calmann-Lévy, 2000.
- Arlette Farge, Dire et mal dire. L’opinion publique au 18e siècle, Paris, Éd. du Seuil, 1992.
- Arlette Farge, Le hasard amoureux, éditions La Pionnière, 2023.
- Bernard Teyssèdre, Le Roman de l'Origine, nouvelle édition revue et augmentée, Paris, Gallimard, coll. « L'Infini », 2007.
- Carl Havelange, De l’œil et du monde. Une histoire du regard au seuil de la modernité, Paris, Fayard, 1998.
- Christine Detrez, La construction sociale du corps, Seuil, Collection « Points-Essais », 2002.
- Christophe Studeny, L’invention de la vitesse. France, 18e-20e siècle, Paris, Gallimard, 1995.
- David Le Breton, La saveur du monde. Une anthropologie des sens, Métaillé, 2006.
- Daniel Arasse, La guillotine et l’imaginaire de la Terreur, Paris, Flammarion, 1987.
- Denis Crouzet, Les Guerriers de Dieu : la violence au temps des troubles de religion, v. 1525-v. 1610, Paris, 1990.
- Emmanuel Fureix, La France des larmes : deuils politiques à l’âge du Romantisme, 1814-1840, Seyssel, Champ Vallon, 2009.
- François Jarrige et Emmanuel Fureix, La Modernité désenchantée. Relire l'histoire du XIXe siècle français, Paris, La Découverte, 2015.
- Georges Didi-Huberman, Ce que nous voyons, ce qui nous regarde, Minuit, 1992.
- Georges Lefebvre, La Grande Peur de 1789, Paris, Armand Colin, 1932.
- Georges Minois, Histoire de la solitude et des solitaires, Paris, Fayard, 2013.
- Georges Minois, Histoire du mal de vivre. De la mélancolie à la dépression, Editions de La Martinière, 2003.
- Georges Vigarello, Le Propre et le Sale. L’hygiène du corps depuis le Moyen Âge, Paris, Éd. du Seuil, 1985.
- Guillaume Alonge et Olivier Christin, Adam, Eve, le Paradis, les légumes et la viande, Anacharsis, 2023.
- Jean Delumeau, La Peur en Occident, Hachette Pluriel, 1978.
- Jean Delumeau, Le Péché et la Peur. La culpabilisation en Occident, 13e-18e siècles, Paris, Fayard, 1983.
- Jean Ehrard, L’Idée de nature en France dans la première moitié du 18e siècle, Paris, Sevpen, 1963.
- Jean-Claude Schmitt, Le Corps, les rites, les rêves, le temps. Essai d’anthropologie médiévale, Paris, Gallimard, 2001.
- Jean-Jacques Courtine et Claudine Haroche, Histoire du visage. Exprimer et taire ses émotions, 16e-début 19e siècle, Marseille, Rivages, 1988.
- Jean-Louis Flandrin, Chronique de platine. Pour une gastronomie historique, Paris, Odile Jacob, 1992.
- Jean-Paul Aron, Essai sur la sensibilité alimentaire à Paris au 19e siècle, Paris, Armand Colin, 1967.
- Louis Chevalier, Classes laborieuses et classes dangereuses à Paris pendant la première moitié du 19e siècle, Paris, Plon, 1958.
- Lucien Febvre, Le Problème de l’incroyance au 16e siècle. La religion de Rabelais, Paris, Albin Michel, 1942.
- Lucien Febvre, Une histoire de la vie affective est-elle possible ?, dans Combats pour l'histoire, Presses-Pocket, 1992.
- Marc Bloch, Les Rois thaumaturges. Étude sur le caractère surnaturel attribué à la puissance royale particulièrement en France et en Angleterre, Strasbourg, Publications de la faculté des lettres, 1924, Paris, Gallimard, 1983.
- Marcel Détienne, Les Jardins d’Adonis. La mythologie des aromates en Grèce, Paris, Gallimard, 1972.
- Michel Pastoureau, Bleu. Histoire d'une couleur, Seuil, 2002.
- Michel Pastoureau, Couleurs, images, symboles, Le Léopard d'or, 1989.
- Nélia Dias, La Mesure des sens. Les anthropologues et le corps humain au XIXe siècle, Aubier, 2004.
- Norbert Elias, La Civilisation des mœurs, Hachette Pluriel, 1973.
- Olivier Christin, Les Yeux pour le croire. Les Dix Commandements en images, 15e-17e siècle, Paris, Éd. du Seuil, 2003.
- Philippe Ariès, L’Homme devant la mort, Paris, Éd. du Seuil, 1977.
- Philippe Ariès et Georges Duby, Histoire de la vie privée, Paris, Éd. du Seuil, 1987, 5 vol.
- Philippe Artières, Histoire de l'intime (ill. Vanessa Vérillon), Paris, CNRS Éditions, coll. « à l'oeil nu », 2022.
- Philippe Joutard, La Légende des Camisards. Une sensibilité au passé, Paris, Gallimard, 1977.
- Pierre Laborie, L’Opinion française sous Vichy. Les Français et la crise d’identité nationale, 1936-1944, Paris, Éd. du Seuil, 1990.
- Piroska Nagy, Le Don des larmes au Moyen Age. Un instrument spirituel en quête d'institution Ve – XIIIe siècle, Albin Michel, 2000.
- Robert Mandrou, Introduction à la France moderne, 1500-1640. Essai de psychologie historique, Paris, Albin Michel, 1961.
- Robert Muchembled, L’invention de l’homme moderne. Sensibilités, mœurs et comportements collectifs sous l’Ancien Régime, Paris, Fayard, 1988.
- Roselyne Rey, Histoire de la douleur, Paris, La Découverte, 1993.
- Simone Delattre, Les Douze Heures noires. La nuit à Paris au 19e siècle, Paris, Albin Michel, 2000.